# 45 (število)
45 (pétinštírideset) je naravno število, za katero velja 45 = 44 + 1 = 46 - 1.

## V matematiki
- sestavljeno število.
- tretje Kaprekarjevo število.
- peto šestkotniško število {\displaystyle 45=5\left(2\cdot 5-1\right)}.
- deveto trikotniško število {\displaystyle 45=9(9+1)/2\,\!}.
- Harshadovo število.

### Dokazi
- najmanjše število, katerega vsota njegovih števk je enaka 45, je 99999 (9+9+9+9+9=45).

## V znanosti
- vrstno število 45 ima rodij (Rh).

## Drugo
- Stara zaveza v katoliški Bibliji ima 45 knjig.

### Leta
- 445 pr. n. št., 345 pr. n. št., 245 pr. n. št., 145 pr. n. št., 45 pr. n. št.
- 45, 145, 245, 345, 445, 545, 645, 745, 845, 945, 1045, 1145, 1245, 1345, 1445, 1545, 1645, 1745, 1845, 1945, 2045, 2145